# Can Bages
Can Bages és una masia del municipi de Castellar del Vallès (Vallès Occidental) inclosa en l'Inventari del Patrimoni Arquitectònic de Catalunya.

## Descripció
La masia de Can Bages la formen un conjunt de cossos juxtaposats, que de segur responen a successives ampliacions de l'habitacle. Aquests cossos estan disposats en diferents nivells degut a la inclinació del terreny. El frontis presenta una distribució asimètrica, ja que una escala que el comunica amb la part lateral de la casa obligà, possiblement, a que la porta no se centrés. La casa té dues plantes en tots els nivells. Les golfes s'aixequen sobre la teulada, aparentment sembla un tercer pis, però en realitat és el primer pis d'un cos lateral situat a la part més alta del desnivell. En elles s'obren dues arcades de mig punt. La façana lateral ha estat menys restaurada que el frontis i les finestres conserven encara les llindes de fusta. Les finestres de la planta baixa estan cobertes amb reixes de ferro forjat. Tot seguit, un altre cos afegit, que fou una capella, avui dia serveix de corts i coberts. Actualment només està habitada mitja casa a partir del frontis.

## Història
La masia de Can Bages es troba inventariada en el Reia Cadastre de Castellar del Vallès de l'any 1716 que realitzà José de Patiño. S'ha suposat de totes maneres que el mas seria bastant anterior a aquesta data.